# 星和無線電視大獎2013
2013年星和無線電視大獎於2013年9月28日傍晚19:30在新加坡濱海灣金沙大劇場舉行，當晚共頒發10個獎項，是由新加坡星和视界和香港無綫電視依據在2012年4月1日至2013年8月31日期間在星和娛家戲劇台、星和都會台、TVBJ、TVB8、TVBS Asia和隨選電視播出的TVB製作甄選出。該獎典禮於2013年9月28日新加坡時間19:30在新加坡星和都會台（頻道111/825）同步現場直播。本屆頒獎禮由TVB藝人金剛及姚子羚擔任大會司儀。

## 我最愛TVB男藝人
- 得獎者：黃宗澤（《護花危情》）

## 我最愛TVB女藝人
- 得獎者：楊怡（《名媛望族》）

## 我最愛TVB電視劇集
- 得獎劇集：《衝上雲霄II》

## 本地傳媒最愛TVB劇集
- 得獎劇集：《衝上雲霄II》

## 最佳男新人獎
- 得獎者：陳智燊

## 最佳女新人獎
- 得獎者：苟芸慧

## 飛躍進步男藝人獎
- 得獎者：羅仲謙

## 飛躍進步女藝人獎
- 得獎者：黃智雯

## 我最愛TVB大型綜藝節目
- 獲獎節目：《TVB新春黃金慶典》

## 我最愛TVB綜藝節目
- 獲獎節目：《女人我最大》

## 我最愛TVB綜藝節目主持人
- 得獎者：藍心湄（《女人我最大》）

## 我最愛TVB熒幕情侶
- 得獎者：黃宗澤、周麗淇（《好心作怪》）

## 我最愛TVB電視劇主題曲
- 得獎者：林欣彤《Little Something》

## TVB經典電視角色
- 得獎者：苗僑偉

## 全天候亮麗藝人獎
- 得獎者：鍾嘉欣

## 最璀璨奪目女藝人獎
- 得獎者：徐子珊

## 魅力體態大獎
- 得獎者：林峯

## 靚爆星光大道獎
- 得獎者：鍾嘉欣

## 我最愛TVB電視男角色
- 韋世樂（林峯飾演）《雷霆掃毒》
- 高流斐（陳豪飾演）《金枝慾孽貳》
- 顧夏陽（張智霖飾演）《衝上雲霄II》
- 程禮榮（陳展鵬飾演）《情越海岸線》
- 許瑋琛（黃宗澤飾演）《護花危情》
- 司馬信（馬國明飾演）《回到三國》

## 我最愛TVB電視女角色
- 慈禧太后（米雪飾演）《大太監》
- 阮小吉（周麗淇飾演）《好心作怪》
- 夏晨（胡杏兒飾演）《衝上雲霄II》
- 康子君（楊怡飾演）《名媛望族》
- 陳家碧（徐子珊飾演）《雷霆掃毒》
- 喬子琳（鍾嘉欣飾演）《護花危情》